# Ioan Pescariu
Ioan Pescariu (n. 1888, Șura Mare, județul Sibiu – d. 1963, Turda, județul Cluj) a fost un deputat în Marea Adunare Națională de la Alba Iulia, organismul legislativ reprezentativ al „tuturor românilor din Transilvania, Banat și Țara Ungurească”, cel care a adoptat hotărârea privind Unirea Transilvaniei cu România, la 1 decembrie 1918 :pp. 119-120 .

## Biografie
A început școala primară în 1895, absolvind șapte clase. Din 1902 a intrat ucenic la tipografia Tribunei din Sibiu, până în anul 1904, când această tipografie este închisă de autoritățile maghiare. Își continuă apoi ucenicia la tipografia Seminarului din Blaj, funcționând ca zețar până în anul 1910. A plecat la Budapesta, unde a lucrat într-o librărie frecventată de studenții români de acolo și s-a calificat ca librar. După îndeplinirea stagiului militar, Ioan Pescariu se întoarce la Blaj, unde lucrează până la izbucnirea războiului :pp. 119-120.
A condus prima librărie românească din Turda, „Librăria Populară”, fiind proprietar și editor al ziarelor Turda și Arieșul. În vara lui 1918 trupele de secui ale generalului Kratochwil devastează cu barbarie această librărie. Dar nu după mult timp ea se reface și, după Marea Unire, Ioan Pescariu va avea librărie și editură – “Editura poporului” – , în care a publicat 192 de titluri, printre care și primele lucrări ale lui Pavel Dan șau Teodor Mureșanu. Tot la Turda a condus o agenție teatrală, aducând aici artiști din Cluj și întreaga Românie, printre care și George Enescu :pp. 119-120. O perioadă a avut și tipografie. A fost o epocă înfloritoare pentru Ioan Pescariu. În librăria lui se întâlneau aproape toți intelectualii români din județul Turda. Veneau chiar și de la Cluj, poetul Emil Sabău dar și alții..

## Activitatea politică
Ca deputat în Adunarea Națională din 1 decembrie 1918 a fost delegat al organizației Partidului Social Democrat din Turda a cărei membru a fost 1906-1918. Mai târziu, între 1919-1930, a fost membru al Partidului Național Liberal :pp. 119-120.